# Tess Lieder
Tess Lieder (Heerhugowaard, 19 mei 1993), ook bekend als Tess Wester, is een Nederlandse handbalkeepster. Wester was van 2012 tot mei 2024 ook keepster van het Nederlands team, waarmee ze in 2019 wereldkampioen werd. 

## Carrière
Wester begon haar handbalcarrière bij de vereniging Hugo Girls in haar geboorteplaats Heerhugowaard. Ze speelde voor een viertal Nederlandse clubs, waaronder VOC en E&O. Ook volgde ze in de periode 2008 tot 2011 de handbalopleiding op de HandbalAcademie op Papendal. In 2011 maakte ze de overstap naar de Handball-Bundesliga in Duitsland, waar ze ging spelen voor VfL Oldenburg. In 2015 stapte ze in Duitsland over naar SG BBM Bietigheim, waarmee ze de landstitel en in hetzelfde seizoen de EHF Cup 2016/17 won, de belangrijkste Europese clubprijs na de Champions League. Na het seizoen 2017/18 verliet Wester Bietigheim voor de Deense club Odense Håndbold. In maart 2021 tekende ze voor een seizoen bij het Roemeense CSM București, een Europese topclub uit Boekarest, op zoek naar 'het avontuur en de beleving van handbal in Roemenië'.

## Nederlands handbalteam
Wester debuteerde in 2012 in het Nederlands handbalteam, waarmee zij deelnam aan de WK's in 2013 , 2015, 2017 en 2019. Tijdens het WK 2015 in Denemarken bereikte ze met Nederland de finale, die verloren werd van Europees en olympisch kampioen Noorwegen. Tijdens het EK 2016 in Zweden bereikte ze met Nederland de finale, die verloren werd van wereldkampioen Noorwegen. In 2019 werd Wester met Nederland wereldkampioen. In de laatste seconden van de finale tegen Spanje maakte zij bij een gelijke stand een redding. Bij het uitverdedigen werd zij zodanig gehinderd dat Nederland een strafworp kreeg en benutte. Hierdoor werd niet Spanje, maar Nederland wereldkampioen. Zij werd tevens gekozen tot beste keepster van het toernooi.

## Olympische Spelen
Het OKT in Metz (Frankrijk) in maart 2016 markeerde een historisch hoogtepunt voor Wester en het Nederlandse handbal. De vrouwenploeg kwalificeerde zich voor het eerst voor de Olympische Spelen. Doordat de wedstrijd om het brons verloren werd van regerend wereldkampioen Noorwegen (23-36), eindigde ze met haar teamgenoten op de vierde plaats.

## Individuele prijzen
- All-Star Team keepster van het wereldkampioenschap: 2015, 2019

## Privé
Tess Wester heeft sinds 2017 een relatie met de voetballer Mart Lieder. Het stel trouwde op 22 juni 2022. Ze kregen eind 2022 hun eerste kind.
Daarvoor had Wester zeven jaar lang een relatie met de handballer Bobby Schagen. Ook heeft Tess Wester sinds 2019 haar eigen Foundation. Deze foundation zet zich in voor jongeren, zodat zij meer in beweging komen en dus gezonder zijn.